# Ziua Victoriei în Europa

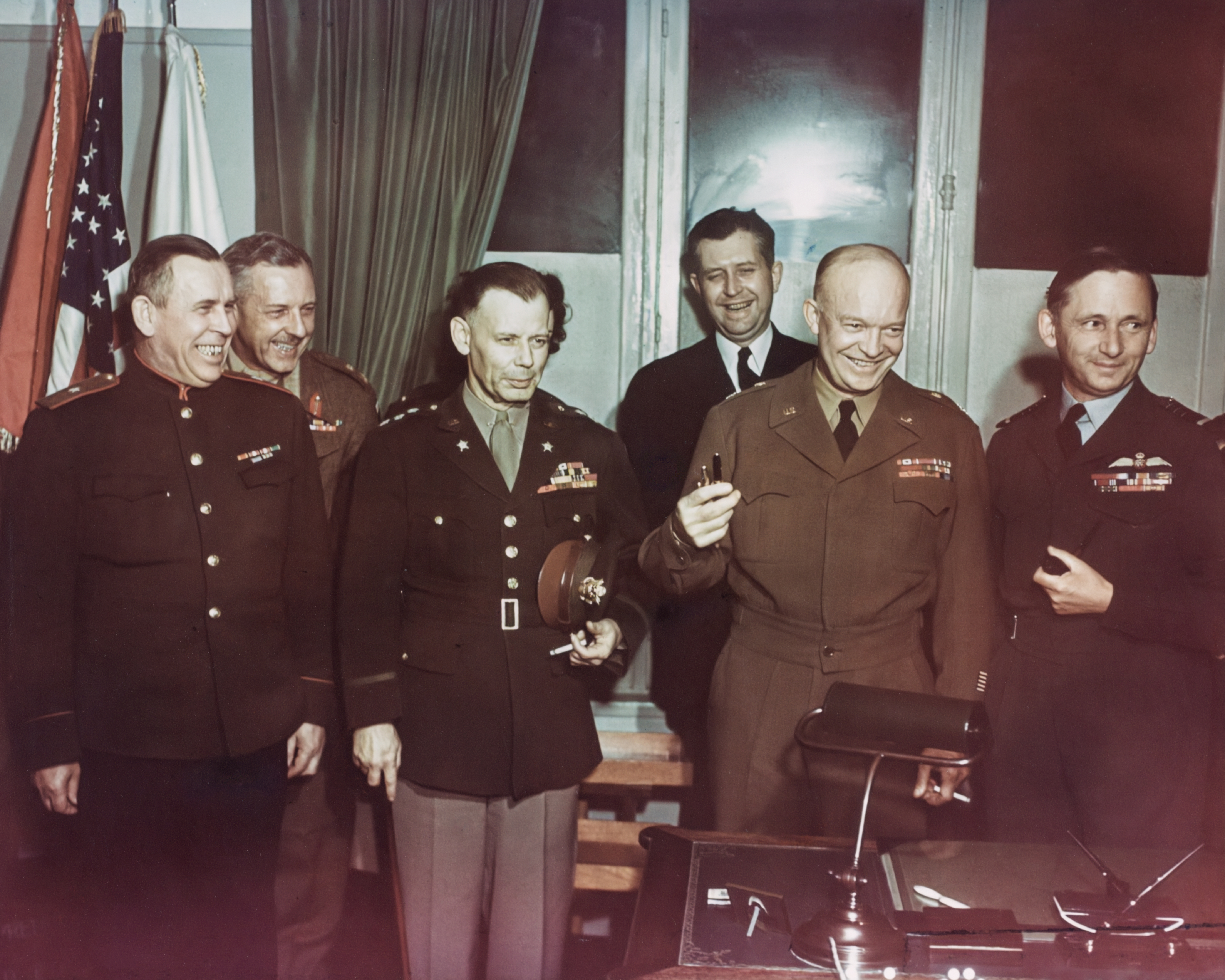

Ziua Victoriei în Europa este celebrată în Statele Unite, Marea Britanie și majoritatea Europei de Vest. Este sărbătorită Ziua Victoriei în Al Doilea Război Mondial: la 7 mai la 02:40 (CET), generalul german Alfred Jodl a semnat actul de predare al Germaniei naziste. Actul de predare a fost semnat: din partea Uniunii Sovietice de generalul-maior Ivan Susloparov (reprezentant al lui Stalin la Comandamentul Aliat) și din partea SUA de Generalul Beddel Smith. Capitularea Germaniei naziste a intrat în vigoare la 8 mai, ora 23:01 (CET).
În această zi, 8 mai 1945, în mai multe orașe europene au avut loc festivități de mare amploare. În Londra, un număr foarte mare de persoane s-au adunat în Piața Trafalgar și lângă Palatul Buckingham, unde regele George al VI-lea, regina Elisabeta și Winston Churchill au mers la balcon și au salutat mulțimea de oameni. În Statele Unite, președintele Harry Truman a "dedicat" victoria memoriei predecesorului său, care a murit cu mai puțin de o lună înainte de victoria lui Franklin D. Roosevelt, care, a spus el, a fost dedicat cauzei de câștigare a războiului. Steagurile din Statele Unite au rămas în bernă până 12 mai, atunci când perioada de doliu în onoarea lui Roosevelt s-a încheiat.
Predarea oficială a ultimelor forțele germane de ocupație a avut loc în Insulele Canalului la 9 mai 1945.